# Renfrow (Oklahoma)
Renfrow es un pueblo ubicado en el condado de Grant en el estado estadounidense de Oklahoma. En el año censo de los Estados Unidos de 2010, tenía una población de 4,528 habitantes y una densidad poblacional de 40 personas por km².

## Geografía
Renfrow se encuentra ubicado en las coordenadas 36°55′31″N 97°39′20″O / 36.92528, -97.65556 (36.925209, -97.655508).

## Demografía
Según la Oficina del Censo en 2000 los ingresos medios por hogar en la localidad eran de $53,750 y los ingresos medios por familia eran $53,750. Los hombres tenían unos ingresos medios de $80,488 frente a los $11,875 para las mujeres. La renta per cápita para la localidad era de $20,674. Alrededor del 0% de la población estaban por debajo del umbral de pobreza.